# Федір-Ждан Тадрина
Фе́дір-Ждан Тадри́на (? — 1677) — 3-й війт Києва часів Козацької держави. Низка дослідників розглядають його як одну особу зі Жданом Тадриною.

## Життєпис
Походив з міщанської родини Тадрин. Його батько Іван Тадрина має будинок на Подолі, що згадується 1620 року. У 1656 році Федір-Ждан Тадрина стає бурмистром. Його двір містився в парафії церкви Миколи Доброго. На цій посаді перебував до 1675 року, коли помер війт Данило Полоцький. Тоді Тадрину обрано новим війтом.
1675 року відбув до Москви за універсалом на підтвердження прав міста та власного обрання. Також повіз із собою 11 статей, у яких виклав скарги міщан на московських військових, які порушували їхні права. Того ж року отримав грамоту на магдебурзьке право Києва та на власне війтівство.
Про його коротке урядування збереглося дуже небагато документів. Зокрема, є відомості про його діяльність як мецената: у 1676 році московський патріарх Іоаким надіслав через його посередництво соболів у 200 карбованців на будування
церкви у Межигірському монастирі, а у 1677 році сам війт збудував дерев'яну церкву Миколи Набережного, замість тієї, яка згоріла. Помер 1677 року. Його посаду отримав син Ждан Тадрина.

## Родина
- Ждан, війт у 1677—1687 роках
- Іван, чоловік Уляни Коханенко, донька полкового чернігівського сотника Станіслава Коханенка
- Герасим